# Надлице
Надлице (слч. Nadlice) насељено је мјесто са административним статусом сеоске општине (слч. obec) у округу Партизанске, у Тренчинском крају, Словачка Република.

## Становништво
| Година:    | 1994. | 2004.   | 2014. | 2024.   |
| ---------- | ----- | ------- | ----- | ------- |
| Број људи: | 619   | 639     | 639   | 584     |
| Разлика:   |       | +3,23 % | +0 %  | -8,60 % |

| Година:    | 2023. | 2024.   |
| ---------- | ----- | ------- |
| Број људи: | 593   | 584     |
| Разлика:   |       | -1,51 % |

Према подацима о броју становника из 2011. године насеље је имало 633 становника.